# Capricia
Le Capricia (A 5322) est un yawl italien  à gréement marconi, servant de navire-école pour la formation des étudiants de l'Académie navale de Livourne.

## Histoire
Son premier propriétaire fut Einar Hansen de Malmö (Suède). En 1971 il est acquis par la fondation Agnelli qui le transforme au niveau des aménagements intérieurs.
En 1993 il est donné à la Marine italienne pour servir à la formation des aspirants de la Guardiamarina auprès des deux autres unités Stella Polare et Orsa Maggiore.
C'est un bateau de régate de classe RORC. Il participe aux Tall Ships' Races en classe D.
Il fut présent au départ de la Mediterranean Tall Ships Regatta 2007 et à l'escale de Toulon Voiles de Légende 2007.